# Ain't Too Proud to Beg
Ain't Too Proud to Beg is een van de succesvolste singles van de Amerikaanse Motown groep The Temptations. Het behaalde met zijn 21ste plek net niet de top twintig in het Verenigd Koninkrijk, maar met zijn dertiende plek in de Verenigde Staten lukte dat wel. Ook stond het acht weken op de #1 positie op de Amerikaanse R&B lijst. Ain't Too Proud to Beg was, na Girl (Why You Wanna Make Me Blue) uit 1964, de eerste single van The Temptations die geschreven werd door Norman Whitfield in samenwerking met Eddie Holland, bekend van Holland-Dozier-Holland.
Totdat Ain't Too Proud to Beg uitgebracht werd, was het Smokey Robinson, leadzanger van The Miracles, die de nummers voor The Temptations schreef die uitgebracht werden op single. Dit was zo, omdat bij Motown de regel gold dat degene die de laatste hit voor een artiest had geschreven ook de volgende single mocht produceren. Robinson schreef de allereerste hit voor The Temptations, The Way You Do the Things You Do, en mocht daardoor verder werken met de groep. Hierna schreef hij hits als My Baby en de eerste #1 hit My Girl voor de groep. In 1966 schreef hij echter een nummer, Get Ready, dat het niet zo goed deed als zijn voorganger. Ondanks dat het de #1 positie op de R&B lijst haalde, bleef het hangen op slechts een 29ste plek op de poplijst. Daardoor kreeg iemand anders de kans om een hit voor de groep te schrijven.
Degene die de nieuwe hit mocht proberen te produceren werd Norman Whitfield. Hij had twee jaar eerder al een hit met de groep met Girl (Why You Wanna Make Me Blue) en had ook al nummers geschreven voor The Marvelettes,  Marvin Gaye en The Velvelettes. Whitfield schreef toen Ain't Too Proud to Beg voor de groep. Alhoewel hij er zelf van overtuigd was dat het nummer een hit zou zijn, werd er twee keer 'nee' tegen het nummer gezegd om uitgebracht te worden. Omdat Whitfield wist dat hij een hit had, besloot hij het nummer een derde keer op te nemen. Hij nam het dit keer net boven leadzanger David Ruffins normale bereik op. Hierdoor kreeg het nummer meer soul. Na deze opnamesessie wisten ook The Temptations zelf dat ze een hit hadden, maar tijdens de derde keer dat Ain't Too Proud to Beg voorgelegd werd ook Get Ready voorgelegd. Robinson had al eerder hits voor de groep geschreven en dus werd het laatstgenoemde nummer uitgebracht. Whitfield was hier echter heel kwaad over, waarop Berry Gordy, de directeur van Motown, hem beloofde dat als Get Ready geen grote hit werd Ain't Too Proud to Beg uitgebracht zou worden. Dit gebeurde op 3 mei 1966 ook.
Dankzij het grote succes van Ain't Too Proud to Beg mocht Whitfield nummers blijven produceren voor de groep en nam hij zo de plaats van Smokey Robinson in. Hierna volgden nog vele hits, zoals You're My Everything, I Could Never Love Another (After Loving You) en Cloud Nine. Whitfield zorgde ervoor dat niemand anders meer singles voor de groep uit zou brengen behalve hij en sporadisch zijn beschermeling Frank Wilson. The Temptations zelf wisten eerst niks van het succes van Ain't Too Proud to Beg, omdat zij niet geïnformeerd waren dat het nummer uitgebracht zou worden als Get Ready geen succes bleek te zijn. Eén uur voor hun optreden op de televisieshow American Bandstand kregen ze te horen dat ze daar het nummer uit moesten voeren. Snel bedacht de choreograaf en zanger van de groep Paul Williams een dansroutine en traden The Temptations playbackend op.
Ain't Too Proud to Beg is vele malen gecoverd door artiesten als J.J. Jackson, Count Basie, Willie Bobo en Rick Astley. De bekendste coverversie is echter van The Rolling Stones die er, net als The Temptations, een top twintig hit mee hadden. Naast Ain't Too Proud to Beg coverden The Rolling Stones nog meer Motown hits als Going to a Go-Go en Hitch Hike. Ain't Too Proud to Beg werd ook opgenomen door The Funk Brothers tijdens de opname van de documentaire Standing in the Shadows of Motown.

## Bezetting Temptations
- Lead: David Ruffin
- Achtergrond: Paul Williams, Eddie Kendricks, Otis Williams en Melvin Franklin
- Instrumentatie: The Funk Brothers
- Schrijvers: Norman Whitfield en Eddie Holland
- Productie: Norman Whitfield